# Dear Jealousy
Dear Jealousy è un singolo del cantante britannico Mika, pubblicato il 13 settembre 2019 come quarto estratto dal quinto album in studio My Name Is Michael Holbrook.

## Video musicale
Il videoclip, diretto da Charles Todd, è stato pubblicato in concomitanza del lancio del singolo attraverso il canale YouTube del cantante.